# یوسف سعید
یوسف سعید (انگلیسی: Yousif Saeed؛ زادهٔ ۴ سپتامبر ۱۹۹۴) یک بازیکن فوتبال اهل امارات متحده عربی است.
از باشگاه‌هایی که در آن بازی کرده‌است می‌توان به الشارجه و تیم ملی فوتبال امارات متحده عربی اشاره کرد.
وی همچنین در تیم ملی فوتبال امارات متحده عربی بازی کرده است.